# Knut Hanqvist
Knut Axel Hanqvist, född 8 september 1904 i Norrköpings Matteus församling, död 28 januari 1981 i Danderyds församling, var en svensk målare.
Han var son till Axel Theodor Hanqvist och Emma Charlotta Petersson samt från 1937 gift med Ingrid Louise Widstrand.
Efter avslutad skolgång arbetade han några år i familjens affär. Han inledde sina konststudier när han var arton år för konstnären Albert Sjöström i Norrköping därefter studerade han vid Otte Skölds målarskola 1928 och 1931 samt vid Maison Watteau i Paris 1929 som följdes upp med studier vid Konsthögskolan i Stockholm 1931–1936. Han har haft ett flertal separatutställningar bland annat på De ungas salong i Stockholm, Färg och Form 1945
 och Galerie Blanche 1948. Han medverkade i Östgöta konstförenings och Nordiska konstförbundets utställningar i grupputställningar på bland annat Gummesons, Färg och Form och Galerie Blanche.
Han tilldelades Östgöta konstförenings stipendium 1935, 1936 och 1944, Statens resestipendium 1938 och 1939, P O Winqvists resestipendium 1944, Munch-stipendiet 1747 och Stockholms stads konstnärsstipendium 1955.
Hans konst består av porträtt, figursaker stilleben och landskapsmotiv.
Hanqvist är representerad vid Moderna Museet, Sörmlands museum, Östersunds museum, Norrköpings konstmuseum och Östergötlands museum.